# Croton pedersenii
Espèce
Croton pedersenii est une espèce de plantes à fleurs du genre Croton et de la famille des Euphorbiaceae, présente au Paraguay et au Brésil (Mato Grosso do Sul).